# Alfredo Solari
Alfredo Solari Damonte, médico y político uruguayo perteneciente al Partido Colorado.

## Biografía
Es hijo del arquitecto Alfredo Rafael Solari Maglione y de María Margarita Damonte Bersanino.
Egresó de la Facultad de Medicina de la Universidad de la República con el título de Doctor en Medicina.
En marzo de 1990, en el marco de la coparticipación del Partido Colorado en el gabinete del recién electo Luis Alberto Lacalle, Solari asume como Ministro de Salud Pública, en representación del Foro Batllista, permaneciendo en el cargo hasta mayo de 1991. En marzo de 1995, al iniciarse la segunda presidencia de Julio María Sanguinetti, vuelve a ocupar la titularidad de esta cartera, siendo relevado en marzo de 1997.
En 2008 adhiere a Vamos Uruguay, y en 2009 es electo senador suplente por el sector. En 2010, el senador titular Germán Coutinho es electo Intendente de Salto, y Solari asume la banca en carácter de suplente.